# Iris Scaccheri
Iris Scaccheri (La Plata, 16 de octubre de 1949 - Buenos Aires, 27 de julio de 2014) fue una bailarina, profesora y coreógrafa argentina de gran trascendencia en los años 1970. Con su estilo único, obtuvo notables éxitos en su país y en Europa.

## Trayectoria
En 1964 egresó de la Escuela de Ballet del Teatro Argentino de La Plata como profesora Superior de Danzas Clásicas y de Danza Moderna, fue discípula de las coreógrafas expresionistas alemanas Dore Hoyer y Mary Wigman, debutó en 1969 con la obra "Oye, Humanidad" en el Instituto Di Tella que fuera clausurado por Juan Carlos Onganía. Se estableció y recorrió Europa donde obtuvo gran éxito.
En 1973 creó el grupo Anti-Dance en Londres, con la obra "Alexanderfest".  Debutó con Yo, la bruja en 1972 en Buenos Aires donde presentó "Las vísperas", de Mozart, en el Teatro Nacional Cervantes  y "Las primaveras", de Nijinsky, en el Teatro Colón.
Luego presentó Carmina Burana y un collage de las sinfonías séptima y novena de Beethoven el Teatro General San Martín de la ciudad de Buenos Aires.
Ha recibido los premios "Gran Trayectoria" a la Danza otorgado por Harrod's  (1985) y el Meridiano de Plata, otorgado por la Asociación Argentina de Críticos de Arte (1988). Recibió felicitaciones por su labor por parte del Comité Internacional para la celebración del centenario del nacimiento de Nijinsky, París.
Inspiró a artistas plásticos, fue pintada por Antonio Berni, Guillermo Roux, Nicolás García Uriburu y Julio César Selim. También fue esculpida por Antonio Pujia, fotografiada principalmente por Alexander Schachter, Sara Facio, Susana Thénon, y participó en las películas de la realizadora sueca Suzanne Osten, Mamma y Livsfarlig film como Perséfone. No podemos olvidar la importancia del gran fotógrafo e iluminador Alexander Schachter, quien junto a Iris fusionaban su arte, convirtiéndolo en uno.  Esto podía verse en el Teatro Colón,  así como en sus innumerables giras que han tenido. Iris era acompañada por las luces que la cubrían con su magia. Y las fotos hechas por Schachter muestran la esencia de la brillante Iris. 
Recibió el Premio Konex en 1989 como bailarina.
Fue nombrada Ciudadana ilustre de la Ciudad de Buenos Aires por ley 4832.
Tras su retiro de la danza, dirigió obras de teatro y seminarios.
Falleció el 28 de julio de 2014, a los 64 años.
Una sala del Teatro Argentino de su ciudad natal, La Plata, lleva su nombre 

## Publicaciones
- Brindis a la danza, Ediciones Leviatán, Buenos Aires, 2011, 978-987-514-176-6[10][11]